# Nollmodul
En nollmodul eller trivial modul är inom ringteori en modul som består av ett enda element. Alla nollmoduler av samma slag är isomorfa, och man skiljer därför oftast inte på dem. I stället kallas vanligtvis vilken som helst nollmodul för "nollmodulen" och betecknas 0. Eftersom nollmoduler i sig har helt triviala operationer, är de inte särskilt intressanta i sig, men de utgör ofta "grundfallet" i beskrivningar av intressanta klasser av moduler.
Varje modul M har precis en delmodul som är en nollmodul, nämligen {0M}, där 0M är modulens "nolla", det vill säga det neutrala elementet för additionen i modulen.
Ett linjärt rum är en nollmodul (som modul över sin kropp av skalärer) precis om det har dimensionen noll. En abelsk grupp är en nollmodul (som modul över Z) precis om den är trivial som grupp. Ett ideal är en nollmodul precis om det är nollidealet, det vill säga enbart består av ringens nolla.

## Formella definitioner
En vänstermodul M över en unitär ring A är trivial eller en nollmodul, om M = {x} för något x. Som en följd av att addition, negation och multiplikation med skalär av modulelement alltid skall ge element i modulen, måste alla sådana operationer resultera i det enda modulelementet:
x + x = x, -x = x, och a · x = x för varje a i A.
Omvänt blir {x} en vänsternollmodul genom dessa föreskrifter, därför att då modulaxiomen uppfylls trivialt. Var och en av de begärda likheterna uppfylls, därför att både vänsterledet och högerledet blir x.
Motsvarande gäller för högernollmoduler, med den ändringen att i stället x · a = x för varje a ∈ A. Om slutligen även B är en ring, så skall för en A-B-nollbimodul M = {x} det gälla att 
a · x = x och att 'x · b = x för varje a ∈ A och varje b ∈ B.

## Egenskaper
- En nollmodul är ett nollobjekt i sin modulkategori. Om M = {0M} är en nollmodul och N är en godtycklig modul i samma kategori, så finns nämligen bara en modulhomomorfi från M till N (som avbildar 0M på 0N) och en modulhomomorfi från N till M (som avbildar varje element i N på 0M).

- En modul är en nollmodul om och blott om den bara har en enda delmodul (nämligen sig själv). Därför är den inte en enkel modul, även om den är ensidig. Den är dock då halvenkel, eftersom den är den tomma inre direkta summan av sina (obefintliga) enkla delmoduler.

Antag nu att M = {0M} är en ensidig nollmodul, alltså antingen en vänstermodul eller en högermodul.
- M genereras av 0M, och är alltså en cyklisk modul.
- M genereras också av den tomma mängden, eftersom resultatet av en tom summa av element i en modul är dess nollelement. Eftersom den tomma mängden av triviala skäl är linjärt oberoende, utgör den en bas för M, som alltså är en fri modul, av modulrang 0.
- M har längd 0.
- M är både en projektiv modul och en injektiv modul, eftersom den är ett nollobjekt.